# Пасадена Парк (Мисури)
Пасадена Парк (енгл. Pasadena Park) град је у америчкој савезној држави Мисури.

## Демографија
По попису из 2010. године број становника је 470, што је 19 (-3,9%) становника мање него 2000. године.
| Група             | 2000.       | 2010.       |
| Белци             | 194 (39,7%) | 164 (34,9%) |
| Афроамериканци    | 261 (53,4%) | 285 (60,6%) |
| Азијати           | 9 (1,8%)    | 6 (1,3%)    |
| Хиспаноамериканци | 12 (2,5%)   | 4 (0,9%)    |
| Укупно            | 489         | 470         |